# Carcelia plusiae
Carcelia plusiae là một loài ruồi trong họ Tachinidae.